# SNR G352.7-00.1
SNR G352.7-00.1, llamado también G352.7-0.1 y AJG 66, es un resto de supernova que se localiza en la constelación de Escorpio.
Fue catalogado por primera vez como resto de supernova en los años 70 por las observaciones llevadas a cabo a 408 y 5000 MHz desde los radiotelescopios de Molonglo y Parkes respectivamente.

## Morfología
En banda de radio, SNR G352.7-00.1 tiene una morfología similar a una concha o caparazón con dos bucles o lóbulos. El segundo lóbulo es un caparazón incompleto situado al suroeste del primer lóbulo, que sí aparece completo. La extensión angular total de este resto de supernova es de aproximadamente 8 × 6 minutos de arco.
Igualmente, su morfología en la región infrarroja se parece mucho a la de observada en radio.
Sin embargo, las observaciones de rayos X de SNR G352.7-00.1 revelan una morfología llena desde el centro que contrasta con la de banda de radio, lo que permite catalogar a SNR G352.7-00 como un resto de supernova de morfología  mixta. La emisión de rayos X está dominada por el material eyectado.
Por otra parte, en SNR G352.7-00.1 se ha detectado emisión máser de OH a 1720 MHz, emisión que siempre está estrechamente relacionada con interacciones entre restos de supernova y nubes moleculares.
Los restos de supernova de morfología mixta —como es el caso de SNR G352.7-00.1— parecen interactuar con nubes moleculares adyacentes, y esta interacción explica en parte el contraste observado entre rayos X y banda de radio.
Finalmente, se ha buscado una fuente de rayos X duros que pueda corresponder a la estrella de neutrones asociada a este resto de supernova, sin resultado hasta la fecha.

## Distancia y edad
SNR G352.7-00.1 se encuentra a una distancia de 7500 ± 500 pársecs.
A partir de esta distancia, y considerando una determinada densidad electrónica del plasma, se ha estimado la edad de este resto de supernova en 4700 años; sin embargo, de acuerdo a otro modelo, la edad de SNR G352.7-00.1 puede alcanzar los 7600 (+900, -1000) años.